# ボーデン
ボーデン (Borden) は、乳製品を中心とする食品および化学のブランドおよび、ブランドをかつて所有していたアメリカ合衆国の企業 (Borden Inc.) 。かつての本社はオハイオ州コロンバスにあった。
現在はモメンティブ・スペシャルティー・ケミカルズ (Momentive Specialty Chemicals) が「ボーデン」ブランドを所有する。
アメリカではボーデン・デアリー・カンパニー (Borden Dairy Company) が「ボーデン」ブランドでの生産を行う。日本では、派生ブランドのアイスクリーム「レディーボーデン」のライセンス生産をかつては明治乳業（現：株式会社明治）が行っていたが、明治乳業との提携解消を経て、現在はロッテとのライセンス提携により製造販売されている。

## ボーデン社
1853年にゲイル・ボーデン・ジュニア (Gail Borden, Jr.) がコンデンスミルクの製法「牛乳真空蒸発法」を発明し、1856年8月19日に特許を取ったのがルーツである。
同年夏にコネチカット州リッチフィールドウォルコットビルに工場を開設して試験生産を行ったが、軌道に乗らなかった。
1857年5月11日にゲール・ボーデン・ジュニア社 (Gail Borden, Jr., and Company) を設立し、コネチカット州バルビルに設けた工場でコンデンスミルクの製造を始めた。
しかし、収益面で問題を抱えていた状況で、同年に発生した金融恐慌の影響もあり、経営危機に陥ることになった。
そこで、ゼルミヤ・ミルバンクから資金提供を受け、1858年2月にニューヨーク・コンデンスミルク社 (New York Condensed Milk Company)を設立。
ニューヨーク州ダッチェス郡ワセイクに新工場を建設。
1875年に牛乳配達事業に参入し、1885年にアメリカ合衆国で初めて瓶詰の牛乳を発売した。
1899年4月24日にボーデン・コンデンスミルク社 (Borden Condensed Milk Company)を設立して事業を継承した。
同年には、カナダの牛乳工場を買収して、海外進出した。
そして、製品の多様化に伴い、1919年にボーデン社 (Borden Company) と社名変更した。
1927年にニューヨーク証券取引所に上場した。
1968年にボーデン・インク(Borden Inc.) と社名変更した。
1929年にガゼイン・カンパニー・オブ・アメリカを買収し、化学事業へ進出した。
1950年代には化学事業で事業拡大を図り、1953年にアメリカン・ポリマー、1955年にアメリカン・モノマー、1956年にはサンタバーバラにあったレジン会社、1960年にはインク会社と塗料会社、1962年には化粧品会社を買収した。
その結果、1973年には全社の売上のうち化学事業が約22％を占めるまでに成長。包装用ラップ向けポリ塩化ビニルフィルムのシェアは約60％で、世界1位となった。
他にも、木材用接着剤やビニール壁材、パスタなどでも世界1位となった。
また、スナック菓子ではナビスコに次ぐ米国で2位、チーズやソース類などでも米国内で1・2を争うシェアを誇り、印刷用インキや塗料用乳化剤でも大手となっていた。
また、ホルムアルデヒドやメタノール、酢酸ビニル、酢酸、各種ビニル樹脂、尿素などの化学原料の製造も手掛けた。
その一方で、食品事業では、1964年にポテトチップスメーカー・クラッカー・ジャックを買収している。
しかし、業績低迷が続いたことからコールバーグ・クラビス・ロバーツに買収され、1995年に上場廃止されることになった。
1998年1月にネスレに粉乳の「クリム」のブランドやパテント、および、コロンビアや南アフリカ共和国にある乳製品工場を譲渡。
2005年6月には、ボーデンケミカルが、リゾリューションやベークライトなどと合併し、社名をヘキシオンスペシャルティケミカルズとなった
2010年にヘキシオンはモメンティブ・パフォーマンス・マテリアルズ社 (Momentive Performance Materials Inc.) と持株親会社を統合した。
KKRの傘下で乳製品や飲料の製造・販売事業はボーデン・デイリー・カンパニーが行っていたが、2020年1月6日、事業継続が困難となる債務超過に陥ったことを理由に、連邦倒産法第11章の適用を申請した（事実上の経営破綻）。

## 日本での展開
1974年（昭和49年）9月20日に東京証券取引所に上場したが、1977年（昭和52年）に上場廃止。
1989年（平成元年）8月25日に東京証券取引所に再上場した。

### 食品事業

#### 菓子・スナック
1970年（昭和45年）11月にカバヤ食品と合弁で「カバヤ・ボーデン（株）」を設立し、ポップコーンやマシュマロなどのクラッカー・菓子類の製造・販売を開始。1974年（昭和49年）に合弁を解消。

#### 乳製品
1971年（昭和46年）に明治乳業（現：株式会社明治）と提携し、同社に「レディーボーデン」の商標とアイスクリームの製造技術などの供与を開始。
1972年（昭和47年）に明治乳業と折半出資で資本金3億6000万円で「明治ボーデン（株）」を設立し、チーズの製造・販売を開始。
「レディーボーデン」は、日本におけるプレミアムアイスクリームの先駆けで、1990年（平成2年）に同市場のシェア約45％のトップブランドとなっており約120億円の売上を上げていた。
しかし、明治乳業と提携したままでは日本国内での調達に縛られ、リベートやマージンが高止まりするなどの問題から、当社は、提携解消により、ブランド力を生かして収益拡大を目指せると判断。
日本側の明治乳業主導の営業方針を不満として自社側の主導権を持って営業を展開することを目指し、1990年（平成2年）6月に提携を解消すると発表した。
その翌月の7月に日本法人ボーデンジャパンを設立。
同年10月にマーガリンの商権を明治乳業からボーデン·ジャパンに移管した。
1991年（平成3年）8月13日にはアイスクリーム「レディーボーデン」の商権もボーデンジャパンに移管し、三井物産を総発売元として輸入販売業務を委ね、同社の仲介で森永乳業の物流を使う形で、日本法人での販売を開始した。
なお、チーズについては、提携契約の関係から、1992年（平成4年）4月21日からから日本法人ボーデンジャパンによる販売を開始することになった。
「レディーボーデン」の商権を売上を穴埋めするため、明治乳業は1990年（平成2年）9月に独自ブランド「彩 AYA」を発売。さらに、1991年（平成3年）3月1日に独自ブランド「ブルージェ BREUGE」を発売した。
チーズについても、提携解消後の売り上げ確保のため、1992年（平成4年）独自ブランド「明治 十勝」シリーズを発売した。
ところが、営業力で競合する乳業メーカーに劣り、ブランドを過信してテレビ広告も打たず、特売にも対応せず、物流網の確立に失敗するなどボーデンジャパンによる販売は失敗に終わり、マーガリンでは明治乳業がほぼ提携解消前の売上を維持し、アイスクリーム「レディーボーデン」の売上は明治乳業時代の約5分の1の40億円に落ち込むことになった。
その為、1994年（平成6年）6月30日にボーデンジャパンの営業を休止して清算することになった。
それに伴い、ロッテにアイスクリーム「レディーボーデン」の日本国内での製造・販売を含む営業権を譲渡し、1994年（平成6年）7月にはリニューアルして販売を開始。
また、長野県にあったチーズ工場は六甲バターへ譲渡され、1995年（平成7年）に同社の長野工場としてベビーチーズなどの生産拠点となった。
ロッテは、製造・販売を継承した後、海外生産比率を4割とするなど、価格競争力の強化も図った。

### 化成品事業
- 日立ボーデン（株）

1973年（昭和48年）6月に日立化成工業（現：昭和電工マテリアルズ）と合弁で設立し、1974年（昭和49年）6月に包装用レジナイト塩化ビニールフィルムの製造・販売を開始。
その後、流通産業からの要望を受けて家庭用の用包装フィルムに進出することになり、1981年（昭和56年）に「ボーデンラップ」として製造・販売を開始した。
1996年（平成8年）10月にボーデンが包装部門をAEP Industriesに譲渡し、同社保有株も譲渡。1998年（平成10年）4月1日に米国側株主の変更に伴い、社名を「日立化成フィルテック」と変更した。
1996年（平成8年）8月1日に業務用として「抗菌ヒタチラップ」（業務用）と「抗菌ラップ フードガード」（家庭用）を発売した。
2016年（平成28年）4月に日立化成に吸収合併。
2020年（令和2年）10月に日立化成が昭和電工マテリアルズに社名変更し、製品名を「日立ラップ」から「キッチニスタラップ」に変更。
「キッチニスタ（株）」を設立して2021年（令和3年）8月に包装用ラップ事業を継承させ、信越化学工業へ全株式を譲渡。
1985年（昭和60年）にカーワックスなどの自動車メンテナンス製品の製造・販売を開始。
- 大日本セルロイド（現・ダイセル） - 当社の技術導入を行い、酢酸重合ビニールを製造していた[19]。
- 三宝樹脂 - 塩化ビニルシートの製造で、当社の技術導入をしていた[19]。

#### ラストロウェア
1968年に岩崎工業がボーデン社と提携し、食品保存用プラスチック容器を「ラストロウェア」のブランドで発売した。1960年代当時の家庭用品業界においては、海外企業のライセンス使用による商品ブランド化はまだ珍しかった。ブランド名の "Lustro" は、ラテン語で「光り輝く、つやつやと光沢のある」を意味する "lustrum" に由来し、ロゴマークには "Lustro" と"ware" の間に星を描いて「星のごとく光り輝く製品」を表している。「ラストロウェア」ブランドで、キッチン用品をはじめ、風呂用品や清掃用品など水回り関連商品をラインナップし、ボーデン社が化成品事業から撤退した後は、アメリカのラバーメイド社と技術提携した。
岩崎工業では、現在も「ラストロウェア」ブランドの商品を製造・販売している。

### 機械事業
- 川崎ボーデン機械 - 1971年（昭和46年）11月に川崎製鉄と合弁で設立し[19]、製缶機の製造・販売を開始[19]。1974年（昭和49年）に合弁を解消[9]。
- 群栄ボーデン - 1987年（昭和62年）7月に群栄化学工業と合弁で設立し、1989年3月から鋳造システム事業を発売した[42]。